# Sosie ! Or Not Sosie ?
 (janvier 2011).
Si vous disposez d'ouvrages ou d'articles de référence ou si vous connaissez des sites web de qualité traitant du thème abordé ici, merci de compléter l'article en donnant les références utiles à sa vérifiabilité et en les liant à la section « Notes et références ».
Sosie ! Or Not Sosie ? est une émission de divertissement française présentée par Vincent Cerutti et diffusée sur TF1 du 1er janvier 2011 au 12 avril 2013 puis sur TMC depuis août 2016.

## Principe
Le principe est de montrer des personnalités, invitées à piéger des personnes à la manière de Surprise sur prise, mais en se faisant passer pour des sosies. Le tournage a lieu dans le département de la Seine-Saint-Denis.

## Diffusion
| Date             | Participants              | Nom du personnage  | Métiers                   |
| ---------------- | ------------------------- | ------------------ | ------------------------- |
| 1er janvier 2011 | Thierry Lhermitte         | Pierre Grognard    | Agent de l'administration |
| 1er janvier 2011 | Liane Foly                | Jeanne Maillard    | Coiffeuse                 |
| 1er janvier 2011 | Ève Angeli                | Léa Gapet          | Pharmacienne              |
| 1er janvier 2011 | Michel Galabru            | Henri Guaino       | Vieillard                 |
| 1er janvier 2011 | Sandrine Quétier          | Nabila Tabouri     | Présentatrice télé        |
| 1er janvier 2011 | Denis Brogniart           | (À compléter)      | Vendeur                   |
| 1er janvier 2011 | Jean-Pierre Pernaut       | (À compléter)      | Poissonnier               |
| 1er janvier 2011 | Anthony Kavanagh          | (À compléter)      | Poissonnier               |
| 1er janvier 2011 | Gilbert Montagné          | Ray Charles        | Lui-même                  |
| 9 juillet 2011   | Jean-Pierre Foucault      | Gérard Davoux      | Garagiste                 |
| 9 juillet 2011   | Christine Bravo           | Corinne Brunet     | Caissière                 |
| 9 juillet 2011   | Catherine Laborde         | (À compléter)      | Pseudo-compagne           |
| 9 juillet 2011   | Marie-Anne Chazel         | Elisabeth Colin    | Gendarmette               |
| 9 juillet 2011   | Hélène Ségara             | Florence Rieux     | Toiletteuse animalière    |
| 16 juillet 2011  | Philippe Candeloro        | José Goncalvez     | Plombier                  |
| 16 juillet 2011  | Jack Lang                 | Dom Martin         | Primeur (?)               |
| 16 juillet 2011  | Matt Pokora               | Pierre Manella     | Voleur de voitures        |
| 16 juillet 2011  | Véronique Genest          | Lucie Chastang     | Esthéticienne             |
| 16 juillet 2011  | Jean-Marie Bigard         | Fred Fournier      | Cuisinier                 |
| 23 juillet 2011  | Ophélie Winter            | (À compléter)      | Chauffeur de taxi         |
| 23 juillet 2011  | Jean-Luc Reichmann        | Paul Lombart       | Agent immobilier          |
| 23 juillet 2011  | Catherine Lara            | (À compléter)      | Voyante                   |
| 23 juillet 2011  | Vincent Lagaf'            | Stéphane Letellier | Policier                  |
| 23 juillet 2011  | Adriana Karembeu          | (À compléter)      | Pompiste                  |
| 7 janvier 2012   | Anne Roumanoff            | Juliette Rosa      | Fleuriste                 |
| 7 janvier 2012   | Pascal Légitimus          | Antoine Mathieu    | Photographe               |
| 7 janvier 2012   | Igor et Grichka Bogdanoff | Marcel Gilles      | Paysan                    |
| 7 janvier 2012   | Michel Leeb               | Nicolas Périno     | Instructeur (aviation)    |
| 7 janvier 2012   | Victoria Silvstedt        | Pamela Beach       | Serveuse                  |
| 7 janvier 2012   | Francis Huster            | Charles Bitoun     | Opticien                  |
| 7 janvier 2012   | Benjamin Castaldi         | Roger Torres       | Pompier                   |
| 7 janvier 2012   | Vincent Mc Doom           | Marie-Claude Leroy | Contractuelle             |
| 7 janvier 2012   | Valérie Begue             | Eva                | Maquilleuse               |
| 18 janvier 2013  | Sébastien Cauet           | Maurice Barré      | Vétérinaire               |
| 18 janvier 2013  | Gérard Vives              | Didier Pinsec      | Notaire                   |
| 18 janvier 2013  | François Berléand         | Marcel Dupire      | Gardien de Zoo            |
| 18 janvier 2013  | Pierre Bellemare          | Dédé D'Anvers      | Réceptionniste d'Hôtel    |
| 15 février 2013  | Taïg Khris                | Jack               | Séducteur                 |
| 15 février 2013  | Bernard Montiel           | Marcel Lombart     | Brocanteur                |
| 15 février 2013  | Sophie Thalmann           | Aline Tournau      | Prof de gym               |
| 15 février 2013  | Chantal Ladesou           | Ginette Ancel      | Boulangère                |
| 15 février 2013  | Laurent Ournac            | Ange Guerci        | Mort-vivant               |
| 15 février 2013  | Élodie Gossuin            | Sarah Dubreuil     | Lieutenant de police      |
| 12 avril 2013    | Estelle Denis             | Flo Bella          | Vendeuse de chaussures    |
| 12 avril 2013    | Anne Roumanoff            | Juliette Rosa      | Fleuriste                 |
| 12 avril 2013    | Jean-Pierre Foucault      | ?                  | ?                         |
| 12 avril 2013    | M. Pokora                 | ?                  | ?                         |
| 12 avril 2013    | Baptiste Giabiconi        | Django             | Forain                    |
| 12 avril 2013    | Michel Galabru et         |                    |                           |
| 12 avril 2013    | Daniel Russo              | Dr Bichon          | Télépathe animal          |

### Audimat

#### Première partie de soirée
| Épisode | Jour et horaire de diffusion        | Téléspectateurs | Parts de marché (sur les 4 ans et plus) | Classement des audiences de la soirée | Référence |
| 1       | Samedi 1er janvier 2011 20:45-23:20 | 5 200 000       | 23 %                                    | 1er                                   | [ 5 ]     |
| 2       | Samedi 9 juillet 2011 20:45-22:30   | 3 861 000       | 21 %                                    | 1er                                   |           |
| 3       | Samedi 16 juillet 2011 20:45-22:30  | 3 576 000       | 19,9 %                                  | 1er                                   | [ 6 ]     |
| 4       | Samedi 23 juillet 2011 20:45-22:30  | 3 736 000       | 20 %                                    | 1er                                   | [ 7 ]     |
| 5       | Samedi 7 janvier 2012 20:45-22:30   | 4 115 000       | 18,1 %                                  | 1er                                   | [ 8 ]     |

#### Seconde partie de soirée
| Épisode | Jour et horaire de diffusion         | Téléspectateurs | Parts de marché (sur les 4 ans et plus) | Référence |
| ------- | ------------------------------------ | --------------- | --------------------------------------- | --------- |
| 6       | Vendredi 18 janvier 2013 22:40-00:00 | 2 652 000       | 23,2 %                                  |           |
| 7       | Vendredi 15 février 2013 23:00-00:50 | 2 178 000       |                                         |           |
| 8       | Vendredi 12 avril 2013 23:25-01:15   | 1 360 000       | 19,4 %                                  | [ 9 ]     |

En fond vert = Bonne audience
En fond rouge = Mauvaise audience